# Alájar
Alájar là một thị trấn và là một đô thị ở tỉnh Huelva, Tây Ban Nha. Theo kết quả điều tra dân số năm 2005 của Tây Ban Nha, đô thị này có dân số 771 người.

## Dân số
| 1999 | 2000 | 2001 | 2002 | 2003 | 2004 | 2005 |
| ---- | ---- | ---- | ---- | ---- | ---- | ---- |
| 794  | 776  | 789  | 781  | 769  | 750  | 771  |

Nguồn: INE (Tây Ban Nha)